# 新西脇站
新西脇站（日语：／ Shin-Nishiwaki eki */?）是位於兵庫縣西脇市和布町，西日本旅客鐵道（JR西日本）的加古川線車站。

## 歷史
- 1925年（大正14年）10月1日[1]- 播丹鐵道野村站（現時：西脇市站）至比延站之間開設此停留場。當時為旅客和貨物車站[2]。
  - 當時車站地址為兵庫縣多可郡重春村（日语：重春村）和布新田。
- 1943年（昭和18年）6月1日 - 播丹鐵道被國有化，成為鐵道省加古川線車站[3]。
- 1952年（昭和27年）4月1日 - 隨著西脇市成立，車站地址變為現址。
- 1987年（昭和62年）4月1日 - 伴隨國鐵分割民營化，車站由西日本旅客鐵道（JR西日本）營運。
- 1990年（平成2年）6月1日 - 加古川鐵道部（日语：加古川鉄道部）成立，並管轄此站[4]。
- 2009年（平成21年）7月1日 - 隨著加古川鐵道部廢止，變由神戶分社（日语：西日本旅客鉄道神戸支社）直轄，此站由加古川站管理[5][6]。

## 車站構造
車站是一座地面車站，設有1面1線的單式月台。谷川方向的列車會開啟右邊車門。
加古川站管理的無人車站，此站還遺留了售票處遺蹟。此站沒有自動售票機或乘車站證明書發行機。

## 車站周邊
車站附近為幽靜的住宅區。
- FamilyMart西脇和布店
- 和布町公民館
- 毘沙門天王
- 國道175號（日语：国道175号）（西脇繞道）
- 神姬巴士西脇營業所（日语：神姫バス西脇営業所）（步行15分鐘）

## 利用狀況
在2019年度，1日平均乘車人次為7人。
| 年度   | 1日平均 乘車人次 |
| ------ | ---------------- |
| 2000年 | 13               |
| 2001年 | 8                |
| 2002年 | 7                |
| 2003年 | 6                |
| 2004年 | 5                |
| 2005年 | 8                |
| 2006年 | 9                |
| 2007年 | 9                |
| 2008年 | 8                |
| 2009年 | 8                |
| 2010年 | 7                |
| 2011年 | 9                |
| 2012年 | 7                |
| 2013年 | 9                |
| 2014年 | 11               |
| 2015年 | 12               |
| 2016年 | 11               |
| 2017年 | 7                |
| 2018年 | 7                |
| 2019年 | 7                |

## 相鄰車站
西日本旅客鐵道（JR西日本）
 加古川線
西脇市－新西脇－比延

## 注腳
1. 1 2 3 4 5 6 7 8  . 神戶新聞綜合出版中心. 2011-12-15: 212. ISBN 9784343006028 （日语）.
2. ↑  「地方鉄道運輸開始」『官報』1925年1月15日（國立國會圖書館數碼化收藏）
3. ↑  「鉄道省告示第120号」『官報』1943年5月25日（國立國會圖書館數碼化收藏）
4. ↑  JRR編《JR気動車客車編成表 2011》交通新聞社，2011年。ISBN 978-4-330-22011-6。
5. 1 2  . 交通新聞 (交通新聞社). 2009-06-25: 1 （日语）.
6. ↑  加古川鉄道部組織改正について（日語）（互聯網存檔）- 西日本旅客鐵道新聞稿 2009年6月19日
7. ↑  . 西脇市.   [2014-11-14]. （原始内容存档于2021-06-14） （日语）.
8. ↑  兵庫県統計書令和元年版 （页面存档备份，存于）（日語）

## 外部連結
- 新西脇｜車站資訊：JR出門網 - 西日本旅客鐵道